# (5679) Akkado
(5679) Akkado est un astéroïde de la ceinture principale.

## Description
(5679) Akkado est un astéroïde de la ceinture principale. Il fut découvert le 2 novembre 1989 à Kitami par Kin Endate et Kazuro Watanabe. Il présente une orbite caractérisée par un demi-grand axe de 2,90 UA, une excentricité de 0,04 et une inclinaison de 2,0° par rapport à l'écliptique.

## Compléments